# Gerstemoutextract
Gerstemoutextract is een product dat wordt gebruikt als kleurstof voor bijvoorbeeld brood.
Om gerstemout te verkrijgen, wordt gerst in water gelegd en na ontkiemen gedroogd. Vervolgens wordt een extract gemaakt van de ontkiemde droge gerst. Dit extract wordt wederom ingedroogd, waardoor er een poeder ontstaat. Dit verkregen product kan worden gebruikt om brood een donkere kleur te geven, door het aan het brooddeeg toe te voegen.